# 2. ŽNL Karlovačka 2011./12.
2. ŽNL Karlovačka predstavlja 6. stupanj nogometnih natjecanja u Hrvatskoj. Prvoplasirani klub prelazi u viši rang - 1. ŽNL Karlovačku, dok iz lige ne ispada nitko jer je od sezone 2008./09. 2. ŽNL najniži stupanj natjecanja za Karlovačku županiju.

## Tablica
| Mj. | Klub                        | Sus.  | Pobj. | Ner. | Por. | GR.   | Bod. |
| --- | --------------------------- | ----- | ----- | ---- | ---- | ----- | ---- |
| 1.  | NK Korana Karlovac          | 22    | 16    | 5    | 1    | 64:18 | 53   |
| 2.  | NK Vojnić '95               | 22    | 15    | 4    | 3    | 68:22 | 49   |
| 3.  | NK Šišljavić                | 22    | 13    | 2    | 7    | 59:48 | 41   |
| 4.  | NK Mrežnica Zvečaj          | 22    | 11    | 4    | 7    | 49:34 | 37   |
| 5.  | NK Kupa Donje Mekušje       | 22    | 11    | 3    | 8    | 54:48 | 36   |
| 6.  | NK Rakovac Karlovac         | 22    | 10    | 2    | 10   | 41:49 | 32   |
| 7.  | NK Dobra Novigrad na Dobri  | 22    | 9     | 4    | 9    | 53:48 | 31   |
| 8.  | NK Petrova gora Vojnić      | 22    | 9     | 3    | 10   | 43:28 | 30   |
| 9.  | NK Frankopan Brežani        | 22    | 8     | 4    | 10   | 48:47 | 28   |
| 10. | NK Josipdol                 | 22    | 5     | 0    | 17   | 33:77 | 15   |
| 11. | NK Eugen Kvaternik Rakovica | 12 ↓1 | 3     | 2    | 7    | 18:37 | 11   |
| 12. | NK Krnjak                   | 22    | 3     | 2    | 17   | 30:66 | 11   |
| 13. | NK Plaški                   | 12 ↓1 | 2     | 1    | 9    | 12:46 | 7    |

## Rezultati
| NK Plaški - NK Vojnić '95 0:4 NK Kupa Donje Mekušje - NK Krnjak 3:0 NK Petrova gora Vojnić - NK Korana Karlovac 1:2 NK Frankopan Brežani - NK Eugen Kvaternik Rakovica 2:2 NK Šišljavić - NK Dobra Novigrad na Dobri 3:1 NK Josipdol - NK Rakovac 2:1 NK Mrežnica Zvečaj slobodna    | NK Krnjak - NK Frankopan Brežani 1:2 NK Vojnić '95 - NK Kupa Donje Mekušje 4:2 NK Rakovac - NK Plaški 8:1 NK Korana Karlovac - NK Josipdol 5:2 NK Dobra Novigrad na Dobri - NK Petrova gora Vojnić 3:0 NK Mrežnica Zvečaj - NK Šišljavić 0:2 NK Eugen Kvaternik Rakovica slobodan | NK Petrova gora Vojnić - NK Mrežnica Zvečaj 0:1 NK Josipdol - NK Dobra Novigrad na Dobri 0:3 NK Plaški - NK Korana Karlovac 0:4 NK Kupa Donje Mekušje - NK Rakovac 3:0 NK Frankopan Brežani - NK Vojnić '95 1:4 NK Eugen Kvaternik Rakovica - NK Krnjak 1:1 NK Šišljavić slobodan    |
| NK Vojnić '95 - NK Eugen Kvaternik Rakovica 8:1 NK Rakovac - NK Frankopan Brežani 1:5 NK Korana Karlovac - NK Kupa Donje Mekušje 5:0 NK Dobra Novigrad na Dobri - NK Plaški 4:2 ↓2 NK Mrežnica Zvečaj - NK Josipdol 7:0 NK Šišljavić - NK Petrova gora Vojnić 4:0 NK Krnjak slobodan | NK Josipdol - NK Šišljavić 1:2 NK Plaški - NK Mrežnica Zvečaj 1:4 NK Kupa Donje Mekušje - NK Dobra Novigrad na Dobri 3:0 NK Frankopan Brežani - NK Korana Karlovac 2:1 NK Eugen Kvaternik Rakovica - NK Rakovac 2:4 NK Krnjak - NK Vojnić '95 1:2 NK Petrova gora Vojnić slobodna | NK Rakovac - NK Krnjak 0:4 NK Korana Karlovac - NK Eugen Kvaternik Rakovica 7:2 NK Dobra Novigrad na Dobri - NK Frankopan Brežani 0:3 NK Mrežnica Zvečaj - NK Kupa Donje Mekušje 2:3 NK Šišljavić - NK Plaški 5:2 NK Petrova gora Vojnić - NK Josipdol 5:0 NK Vojnić '95 slobodan    |
| NK Plaški - NK Petrova gora Vojnić 0:5 NK Kupa Donje Mekušje - NK Šišljavić 3:2 NK Frankopan Brežani - NK Mrežnica Zvečaj 1:1 NK Eugen Kvaternik Rakovica - NK Dobra Novigrad na Dobri 2:1 NK Krnjak - NK Korana Karlovac 0:1 NK Vojnić '95 - NK Rakovac 3:0 NK Josipdol slobodan    | NK Korana Karlovac - NK Vojnić '95 3:3 NK Dobra Novigrad na Dobri - NK Krnjak 7:0 NK Mrežnica Zvečaj - NK Eugen Kvaternik Rakovica 3:0 NK Šišljavić - NK Frankopan Brežani 3:1 NK Petrova gora Vojnić - NK Kupa Donje Mekušje 6:0 NK Josipdol - NK Plaški 0:1 NK Rakovac slobodan | NK Frankopan Brežani - NK Petrova gora Vojnić 1:1 NK Eugen Kvaternik Rakovica - NK Šišljavić 3:2 NK Krnjak - NK Mrežnica Zvečaj 1:3 NK Vojnić '95 - NK Dobra Novigrad na Dobri 4:1 NK Rakovac - NK Korana Karlovac 0:2 NK Kupa Donje Mekušje - NK Josipdol 5:1 NK Plaški slobodan    |
| NK Mrežnica Zvečaj - NK Vojnić '95 0:0 NK Šišljavić - NK Krnjak 5:2 NK Josipdol - NK Frankopan Brežani 2:5 NK Plaški - NK Kupa Donje Mekušje 1:1 NK Petrova gora Vojnić - NK Eugen Kvaternik Rakovica 3:0 NK Dobra Novigrad na Dobri - NK Rakovac 2:4 NK Korana Karlovac slobodna    | NK Frankopan Brežani - NK Plaški 6:1 NK Eugen Kvaternik Rakovica - NK Josipdol 2:3 NK Krnjak - NK Petrova gora Vojnić 2:4 NK Vojnić '95 - NK Šišljavić 6:2 NK Rakovac - NK Mrežnica Zvečaj 0:0 NK Korana Karlovac - NK Dobra Novigrad na Dobri 1:1 NK Kupa Donje Mekušje slobodna | NK Mrežnica Zvečaj - NK Korana Karlovac 0:0 NK Šišljavić - NK Rakovac 3:0 NK Petrova gora Vojnić - NK Vojnić '95 0:2 NK Josipdol - NK Krnjak 2:1 NK Plaški - NK Eugen Kvaternik Rakovica 0:3 ↓3 NK Kupa Donje Mekušje - NK Frankopan Brežani 2:0 NK Dobra Novigrad na Dobri slobodna |
| NK Eugen Kvaternik Rakovica - NK Kupa Donje Mekušje 0:3 ↓4 NK Krnjak - NK Plaški 2:3 NK Vojnić '95 - NK Josipdol 2:0 NK Rakovac - NK Petrova gora Vojnić 2:1 NK Korana Karlovac - NK Šišljavić 5:0 NK Dobra Novigrad na Dobri - NK Mrežnica Zvečaj 5:3 NK Frankopan Brežani slobodan | NK Korana Karlovac - NK Petrova gora Vojnić 2:0 ↓5 NK Krnjak - NK Kupa Donje Mekušje 3:2 ↓5 NK Dobra Novigrad na Dobri - NK Šišljavić 5:1 ↓5 NK Rakovac - NK Josipdol 4:2 ↓4 ↓6 NK Vojnić '95, NK Mrežnica Zvečaj i NK Frankopan Brežani slobodni                                 | NK Frankopan Brežani - NK Krnjak 8:0 NK Kupa Donje Mekušje - NK Vojnić '95 2:2 NK Josipdol - NK Korana Karlovac 2:5 NK Petrova gora Vojnić - NK Dobra Novigrad na Dobri 5:0 NK Šišljavić - NK Mrežnica Zvečaj 4:1 NK Rakovac i NK Eugen Kvaternik Rakovica slobodni                  |
| NK Vojnić '95 - NK Frankopan Brežani 5:0 NK Rakovac - NK Kupa Donje Mekušje 0:3 NK Mrežnica Zvečaj - NK Petrova gora Vojnić 1:0 NK Dobra Novigrad na Dobri - NK Josipdol 9:0 NK Krnjak - NK Eugen Kvaternik Rakovica 6:0 ↓7 NK Korana Karlovac slobodna                              | NK Eugen Kvaternik Rakovica - NK Vojnić '95 1:7 ↓7 NK Kupa Donje Mekušje - NK Korana Karlovac 2:2 NK Josipdol - NK Mrežnica Zvečaj 1:3 NK Petrova gora Vojnić - NK Šišljavić 1:1 NK Rakovac - NK Frankopan Brežani 3:1                                                            | NK Vojnić '95 - NK Krnjak 4:1 NK Rakovac - NK Eugen Kvaternik Rakovica 10:0 ↓7 NK Šišljavić - NK Josipdol 2:0 NK Dobra Novigrad na Dobri - NK Kupa Donje Mekušje 3:2 NK Korana Karlovac - NK Frankopan Brežani 2:1 NK Mrežnica Zvečaj i NK Petrova gora Vojnić slobodni              |
| NK Kupa Donje Mekušje - NK Mrežnica Zvečaj 4:1 NK Frankopan Brežani - NK Dobra Novigrad na Dobri 0:2 NK Krnjak - NK Rakovac 0:2 NK Josipdol - NK Petrova gora Vojnić 2:1 NK Eugen Kvaternik Rakovica - NK Korana Karlovac -:- ↓7 NK Vojnić '95 slobodan                              | NK Rakovac - NK Vojnić '95 1:0 NK Korana Karlovac - NK Krnjak 4:0 NK Šišljavić - NK Kupa Donje Mekušje 5:1 NK Mrežnica Zvečaj - NK Frankopan Brežani 4:2 NK Josipdol - NK Eugen Kvaternik Rakovica -:- NK Dobra Novigrad na Dobri i NK Petrova gora Vojnić slobodni               | NK Vojnić '95 - NK Korana Karlovac 0:1 NK Krnjak - NK Dobra Novigrad na Dobri 2:2 NK Frankopan Brežani - NK Šišljavić 1:4 NK Kupa Donje Mekušje - NK Petrova gora Vojnić 1:5 NK Eugen Kvaternik Rakovica - NK Mrežnica Zvečaj -:- NK Rakovac i NK Josipdol slobodni                  |
| NK Korana Karlovac - NK Rakovac 3:1 NK Dobra Novigrad na Dobri - NK Vojnić '95 0:7 NK Mrežnica Zvečaj - NK Krnjak 4:1 NK Josipdol - NK Kupa Donje Mekušje 6:1 NK Petrova gora Vojnić - NK Frankopan Brežani 1:1 NK Šišljavić slobodan                                                | NK Vojnić '95 - NK Mrežnica Zvečaj 2:0 NK Rakovac - NK Dobra Novigrad na Dobri 1:1 NK Krnjak - NK Šišljavić 3:4 NK Frankopan Brežani - NK Josipdol 5:3 NK Korana Karlovac, NK Kupa Donje Mekušje i NK Petrova gora Vojnić slobodni                                                | NK Petrova gora Vojnić - NK Krnjak 1:0 NK Šišljavić - NK Vojnić '95 2:2 NK Mrežnica Zvečaj - NK Rakovac 7:0 (prekid) NK Dobra Novigrad na Dobri - NK Korana Karlovac 1:1 NK Frankopan Brežani, NK Kupa Donje Mekušje i NK Josipdol slobodni                                          |
| NK Korana Karlovac - NK Mrežnica Zvečaj 5:0 NK Vojnić '95 - NK Petrova gora Vojnić 1:2 NK Rakovac - NK Šišljavić 7:3 NK Krnjak - NK Josipdol 5:2 NK Frankopan Brežani - NK Kupa Donje Mekušje 0:4 ↓8 NK Dobra Novigrad na Dobri slobodna                                             | NK Josipdol - NK Vojnić '95 2:3 NK Šišljavić - NK Korana Karlovac 0:3 NK Petrova gora Vojnić - NK Rakovac 1:2 NK Mrežnica Zvečaj - NK Dobra Novigrad na Dobri 4:2 NK Frankopan Brežani, NK Kupa Donje Mekušje i NK Krnjak slobodni                                                | |